# Philip Morris International
A Philip Morris International (NYSE: PM) é uma empresa multinacional produtora de tabaco e seus derivados, com produtos vendidos em mais de 180 países. Em 2010, sua participação no mercado internacional de cigarros, excluindo os Estados Unidos, era de 16% e excluindo a China e os Estados Unidos era de 27,6%. Seu centro de operações está localizado em Lausanne, Suíça.
É proprietária da empresa portuguesa Tabaqueira S/A desde 1997. A Tabaqueira, empresa industrial de tabacos, com fábrica e sede em Albarraque, Concelho de Sintra, Distrito de Lisboa, é a única empresa de tabacos em Portugal continental.
Umas das marcas populares produzidos por esta empresa são: Marlboro, Chesterfield, L&M, entre outras. Até março de 2008, a Philip Morris International era uma empresa integrante do grupo Altria, que ficou apenas com a Philip Morris USA. No Brasil, opera através da marca Philip Morris Brasil.

## Controvérsias e disputas de saúde pública
Em 08 de Julho de 2016, Uruguai vence causa e Philip Morris deverá pagar US$ 7 milhões ao país.
A empresa de tabaco americana Philip Morris terá que pagar US$ 7 milhões ao Uruguai como resultado do processo que a empresa abriu em 2010 contra as políticas antitabaco do país.
A multinacional, que tem matriz na cidade suíça de Lausanne, processou o Uruguai perante o Ciadi, dependente do Banco Mundial, em 2010, alegando descumprimento por parte da nação sul-americana de um Tratado Bilateral de Investimento com a Suíça.
O processo foi motivado pela medidas antitabaco do presidente do Uruguai, Tabaré Vázquez, durante seu primeiro mandato (2005-2010), que estabeleceu a obrigação de que em 80% da superfície dos pacotes de tabaco estejam relatados os riscos acarretados pelo hábito de fumar.
Após conhecer o laudo, Vázquez realizou um discurso televisivo e radiofônico no qual exclamou que o Estado Uruguaio saiu ganhador e "as pretensões das tabacarias foram categoricamente rechaçadas".
"As medidas sanitárias que implantamos para o controle do tabaco e a proteção da saúde de nosso povo foram expressamente reconhecidas como legítimas e, além disso, adotadas em função do poder soberano de nossa República", afirmou o presidente.
"Expusemos na arbitragem que não é admissível priorizar os aspectos comerciais acima da defesa de direitos fundamentais como são a vida e a saúde", ressaltou.